# دانشکده داروسازی مازندران
دانشکده داروسازی دانشگاه علوم پزشکی مازندران یکی از دانشکده‌های داروسازی ایران وابسته به دانشگاه علوم پزشکی مازندران در ساری است.

## تاریخچه
دانشکده داروسازی مازندران در سال ۱۳۷۳ بنیانگذاری شد. هم‌اکنون ریاست این دانشکده را رضا عنایتی‌فرد برعهده دارد.